# Ponte Vecchio

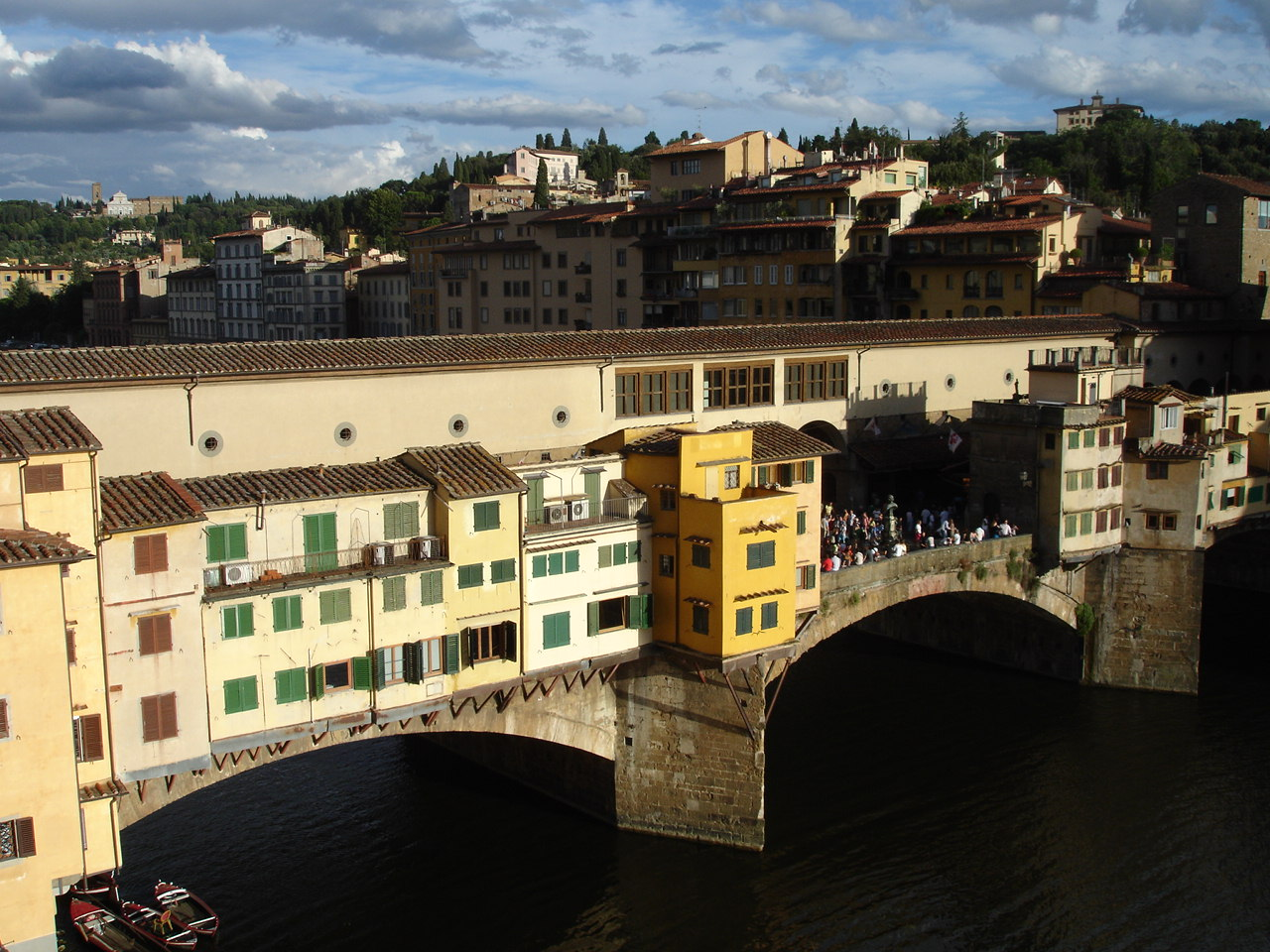
Ponte Vecchio

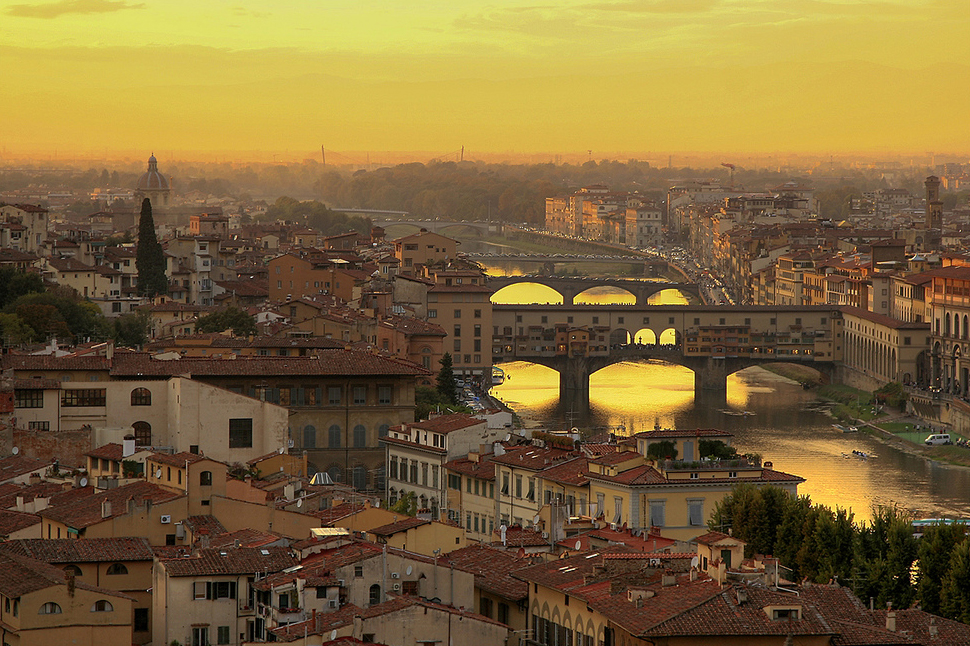
Ponte Vecchio, vedere din parcul Michelangelo

„Ponte Vecchio” este cel mai vechi pod din Florența, situat în partea inferioară a fluviului Arno. Se află pe locul în care au existat cel puțin trei poduri anterior: unul în epoca romană, unul care s-a dărâmat în 1117, și unul care fost distrus de inundațiile fluviului Arno în 1333.
Podul a fost construit de Neri di Fioravante (1345). Are o structură solidă cu trei arcade. Se caracterizează prin casele mici care sunt aliniate pe ambele părți ale podului. În secolul XIV aceste clădiri au avut o arhitectură compactă, dar pe măsura trecerii timpului au intervenit schimbări care au condus la imaginea pitorească din zilele noastre.
La mijlocul podului, peste râu, strada care separă aceste clădiri se îngustează oferind o priveliște asupra râului Arno și a altor poduri.

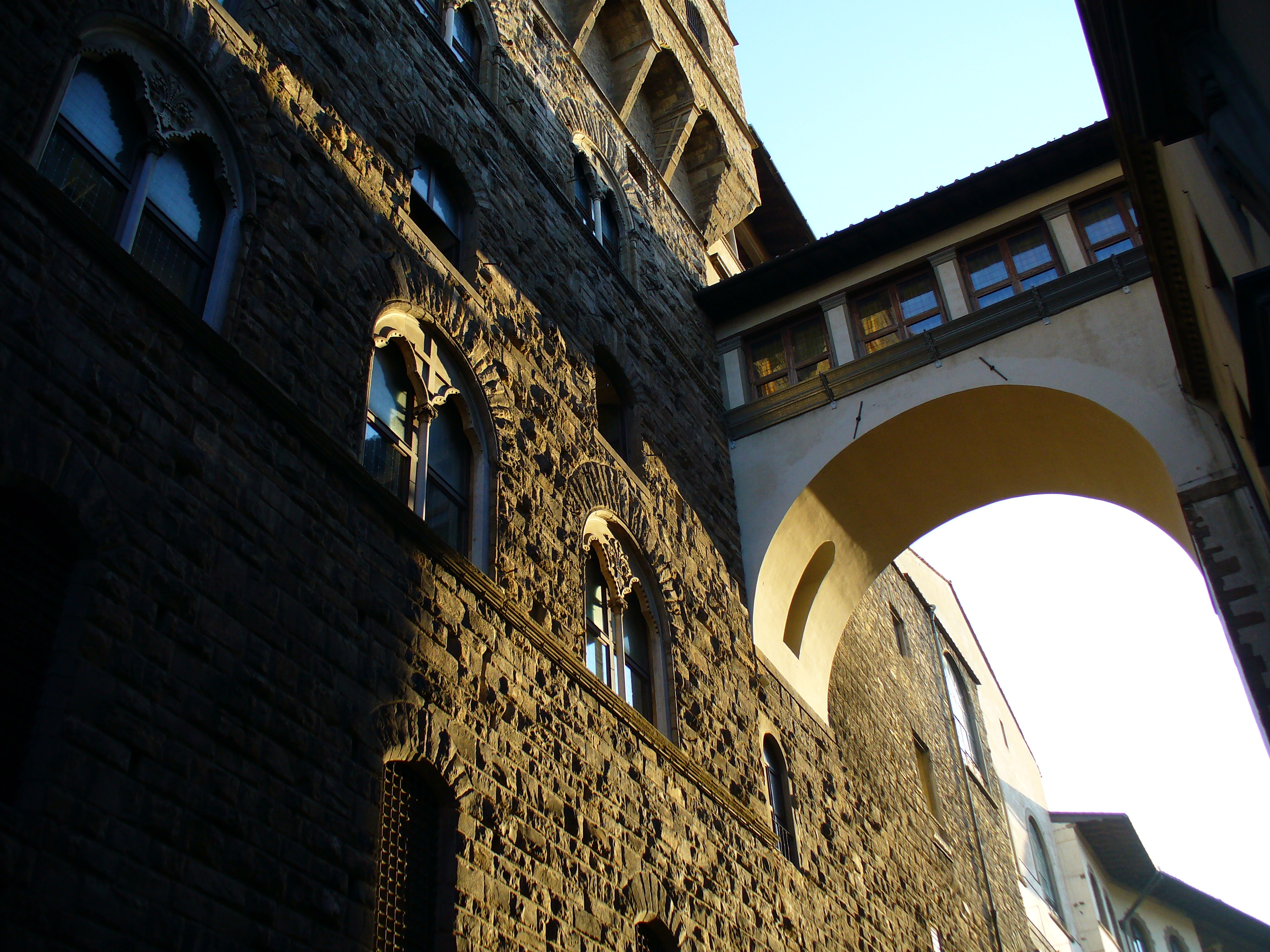
Coridorul Vasari

Coridorul Vasari traversează podul deasupra clădirilor. Acesta îi permitea lui Cosimo I să ajungă la Palazzo Pitti din Palazzo Vecchio în siguranță.
Începând cu secolul al XVI-lea magazinele de pe pod au devenit ateliere-magazine ale bijutierilor. Anterior unele din aceste magazine au fost măcelării.